# François Darlan
Jean Louis Xavier François Darlan (7. august 1881 – 24. december 1942) var en fransk søofficer. Darlan steg i graderne i den franske flåde og blev til sidst flådeadmiral. Han var fremtrædende i den vichy-franske regering under 2. Verdenskrig.

## Biografi
Darlan var født i Nérac i Lot-et-Garonne og fik eksamen fra École Navale i 1902. Under 1. verdenskrig ledede han et artilleribatteri under Slaget ved Verdun. Han blev i den franske flåde efter krigen og blev forfremmet til kontreadmiral i 1929 og viceadmiral i 1932. Darlan blev admiral og stabschef i 1936. I 1939 blev han forfremmet til Amiral de la Flotte, en titel der blev skabt specielt til ham, og han fik kommandoen over hele den franske flåde. 

## Vichyregeringen
Da Paris blev besat af tyskerne i juni 1940, var Darlan blandt dem, som støttede premierminister og statsoverhoved marskal Philippe Pétain. Darlan fortsatte som marineminister og han sendte hurtigt hovedparten af flåden til Fransk Nordafrika. Storbritannien frygtede, at den franske flåde ville falde i hænderne på tyskerne, så i Operation Catapult blev den ødelagt af Royal Navy ved Mers El Kébir den 3. juli 1940, hvorved omkring 1.300 franske søfolk omkom. Det bidrog i høj grad til Darlans anglofobi, men han ville alligevel ikke overlade andre orlogsfartøjer til tyskerne. 
I februar 1941 efterfulgte Darlan Pierre Laval som Pétains stedfortræder. Han blev også udnævnt til indenrigsminister, forsvarsminister og udenrigsminister, hvilket gjorde ham til de facto leder af Vichy-regeringen. I januar 1942 overtog Darlan kontrollen over en række andre regeringsposter. Darlan var kollaboratør i samme grad som Laval og var talsmand for en alliance mellem Vichy-Frankrig og Nazi-Tyskland gennem Paris-protokollerne. Den tyske regering var imidlertid foruroliget over hans opportunisme og hans skiftende loyalitet. I april blev Darlan tvunget til at give hovedparten af sine poster tilbage til Laval, som nazisterne anså for at være mere pålidelig. Darlan beholdt posten som chef for de franske væbnede styrker.

## Kuppet den 8. oktober
Lige inden Operation Torch tog Darlan den 7. november 1942 til Algier for at besøge sin søn, som lå på hospitalet på grund af et alvorligt anfald af polio. Darlan vidste ikke, at der var indgået en hemmelig aftale i Cherchell den 23. oktober mellem den franske modstandsbevægelse i Nordafrika og den amerikanske general Mark Clark.
Lige efter middag den 8. november angreb 400 dårligt udrustede franske partisaner kystartilleriet ved Sidi Ferruch og det vichyfranske 19. armékorps i Algier. Omkring 15 timer senere havde modstandsfolkene neutraliseret begge styrker. Under ledelse af José Aboulker, Henri d'Astier de La Vigerie og oberst Jousse besatte oprørsstyrken i ly af mørket de fleste strategiske punkter i Algier (generalguvernementet, politihovedkvarteret, stabshovedkvarteret, telefoncentralen, kaserner, osv.) og arresterede de fleste af de ledende Vichy-embedsmænd og officerer. En af de civile grupper af kadetter fra Ben-Aknoun-skolen under kommando af kadet Pauphilet tog både Darlan og general Juin, den øverstkommanderende i Nordafrika, til fange. 
Efter tre dage med trusler og forhandlinger tvang Clark Darlan og Juin til at give de franske styrker ordre til at indstille fjendtlighederne den 10. november i Oran og den 11. november i Marokko, forudsat at Darlan kunne forblive leder af den franske administration. Til gengæld var general Eisenhower indforstået med, at Darlan udpegede sig selv til højkommissær for Fransk Nord- og Vestafrika den 14. november, hvad der gjorde Charles de Gaulle rasende. Den 27. november blev resten af den franske flåde i Toulon sænket af besætningen. 
Derfor blev Darlan afsat fra sine poster i Vichy-regeringen, og Vichy-Frankrig blev besat af tyskerne i operationen Fall Anton. De fleste franske tropper i Afrika fulgte Darlans eksempel, men nogle enheder sluttede sig til tyskerne i Tunesien.
Om eftermiddagen den 24. december 1942 trængte en 20-årig fransk monarkist Fernand Bonnier de La Chapelle ind i Darlans hovedkvarter i Algier og ramte ham med to skud. Selv om La Chapelle havde været medlem af en modstandsgruppe ledet af Henri d'Astier, menes det, at han handlede på egen hånd. Darlan døde få timer senere. Han blev erstattet som højkommissær af en anden general, Henri Giraud. La Chapelle blev henrettet ved skydning den 26. december.
Der er rejst alvorlig tvivl om, hvorvidt La Chapelle handlede på egen hånd. Det lader til, at SOE var involveret. Som den britiske historiker David Raynolds skriver i sin bog: "In Command of History", hvor han bemærker, at lederen af SOE, sir Stewart Menzies, som sjældent forlod London under krigen, var i Algier i de dage. 
Darlan var upopulær blandt de Allierede. Han blev anset for opblæst, efter at han havde bedt Eisenhower om at skaffe 200 mand fra Coldstream Guards og Grenadier Guards som æreskompagni i forbindelse med festligholdelse af Napoleons sejr ved Austerlitz — og det blev hævdet, at der ikke blev udgydt tårer ved hans begravelse. 